# چیک کوریا
چیک کوریا (به انگلیسی: Chick Corea) (۲۰۲۱–۱۹۴۱) نوازنده پیانو و دیگر سازهای شستی‌دار بود. او چندین بار برندهٔ جایزه گرمی شده که بیشترشان در همکاری با گری برتون رقم خورده‌است.
معروفیت او بیشتر به‌خاطر آثار او در دههٔ ۱۹۷۰ در سبکِ جاز فیوژن است، البته سهم او در موسیقیِ جاز متعارف نیز بسیار بزرگ است. در کنار کیت جرت، هربی هنکاک و مک کوی تاینر، از کوریا به عنوان یکی از شاخص ترینپیانیست های جز در دوره پس از جان کولترین یاد میشود.
او پیرو مکتب ساینتولوژی بود.
کوریا در ۹ فوریهٔ ۲۰۲۱ در ۷۹ سالگی بر اثر ابتلا به سرطان درگذشت.